# Maurice Beyina
Maurice Beyina, né le 8 août 1971 à Saint-Denis, est un ancien joueur professionnel franco-centrafricain de basket-ball. Il mesure 1,98 m, évoluant au poste d'ailier.

## Université
- 1993 - 1997 :  Flyers de Dayton (NCAA)

## Clubs
- 1991 - 1993 :  Élan béarnais Pau-Orthez (Pro A) espoir
- 1997 - 1998 :  Poissy-Chatou Basket (Pro B)
- 1998 - 2000 :  Chalon-sur-Saône (Pro A)
- 2000 - 2001 :  Strasbourg IG (Pro A)
- 2001 - 2003 :  JL Bourg-en-Bresse (Pro A)
- 2003 - 2004 :  SLUC Nancy (Pro A)

## Équipe nationale
- Ancien international centrafricain, 5e du Championnat d'Afrique de basket-ball 2005

## Autres fonctions
- Ancien président du syndicat des joueurs professionnels.